# Нагваль

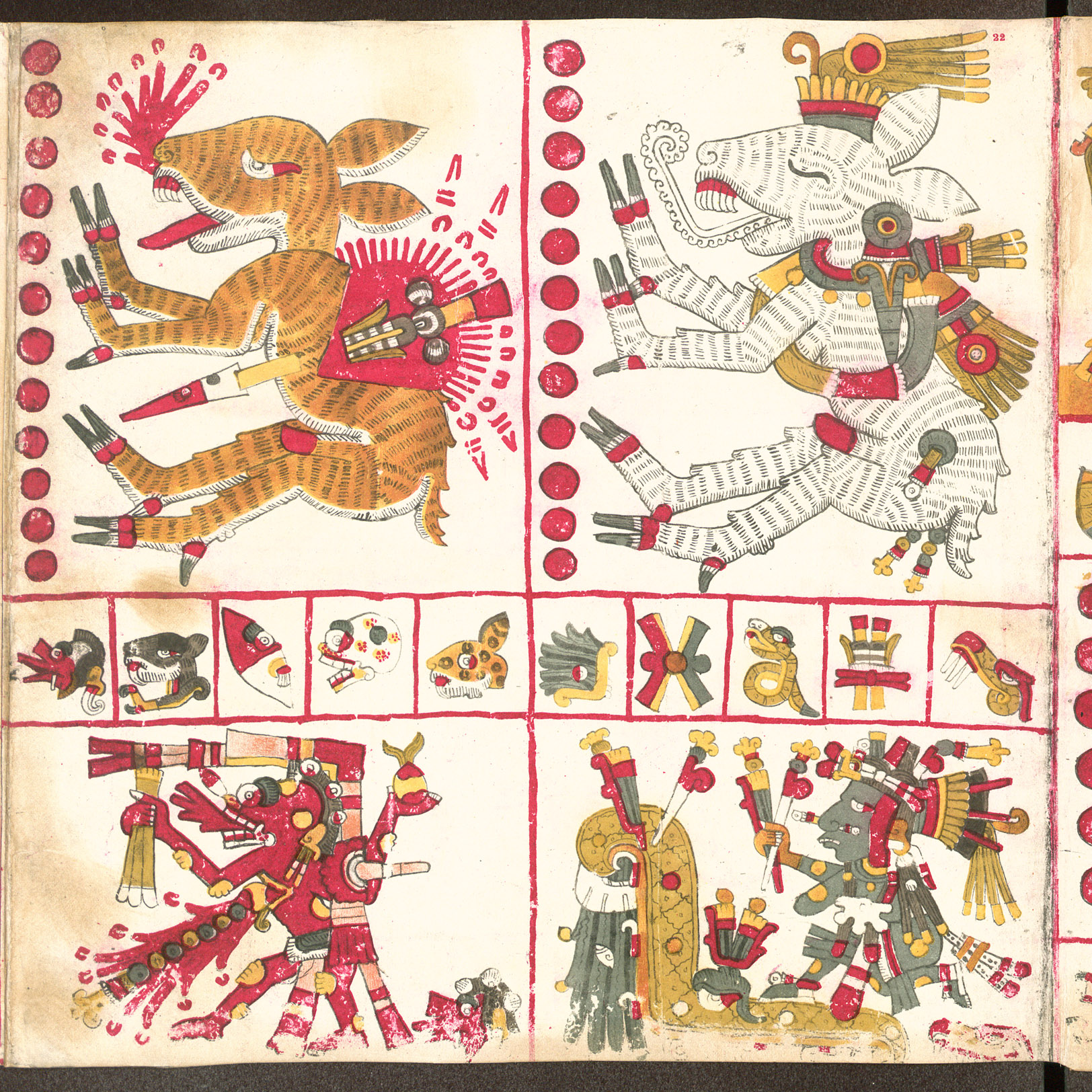
Нагвалі, істоти-перевертні

Нагваль, або ж нагуаль (nagual, nahual) — це людина, здатна трансформуватися чи духовно, чи фізично, у тваринну форму; концепція, характерна для релігій Мезоамерики. Найчастіше йдеться про таких тварин як ягуар, пума і вовк, але також і інших тварин, таких як віслюки, птахи, собаки або койоти.
Вважається, що нагваль, використовує свої здібності на добро або зло відповідно до своєї особистості. Конкретні вірування можуть відрізнятися, але загальна концепція наґвалізму — пан-Мезоамериканська. Наґвалізм пов'язаний з доколумбовими шаманськими практиками через докласичні зображення ольмеків, які інтерпретують як людей, що перетворюються на тварин. Система вірувань наґвалізму пов'язана з Мезоамериканським календарем, що використовувався для ритуалів ворожіння. За датою народження визначали, чи людина буде нагвалем. Мезоамериканські вірування у тоналізм, за яким у кожної людини тварина-двійник, з яким пов'язана її життєва сила, також є частиною визначення нагвалізму. 

## Історія
Слово «нагваль» походить від слова nahuālli ([naˈwaːlːi]) мовою науатль, що означає виконавця корінних релігійних практик, якого іспанці ідентифікували як «чарівника». Нагвалем людина стає при народженні. Кожен день календаря пов'язаний з певною твариною, яка може бути в сильному чи слабкому аспекті. Людина, що народилася у «день собаки» буде володіти як сильними, так і слабкими сторонами «собаки». На позначення як дня, так і тварини, пов'язаної з цим днем, мовою науатль вживається слово «тоналлі». Ймовірно, тональ може позначати денний аспект, а нагваль нічний аспект «тоналлі», «речей дня». В ацтецькій міфології Тецкатліпока був захисником нагвалів, тому що його тоналем був ягуар і він регулював розподіл багатств.
У сучасних сільських районах Мексики, nagual часом є синонімом brujo («чарівник»): той, хто здатний перевтілюватися у тварину у нічний час (зазвичай це собака, сова, кажан, великий вовк, або індичка), п'є кров людських жертв, краде майно, викликає хворобу, тощо.
У деяких спільнотах корінних народів, положення нагваля інтегроване в релігійну ієрархію. Люди знають, хто є нагвалем, толерують, бояться і поважають їх. Нагвалів наймають, щоб зняти прокляття, накладені іншими нагвалями.
В інших спільнотах звинувачення в нагвалізмі може покликати за собою жорстокі напади на звинуваченого.

## Дослідження
Вивчення тоналізму ініціював археолог, лінгвіст і етнолог Деніел Гаррісон Брінтон, який опублікував трактат під назвою «Наґвалізм: дослідження з фольклору та історії корінних американців», в якому описується історичні інтерпретації цього слова і тих, хто практикував наґвалізм у Мексиці в 1894 році. Він описав різні повір'я, пов'язані з тоналізмом, характерні для деяких сучасних мексиканських громад, таких, як міхе, науа, сапотеки та міштеки.
Згодом нагвалізм описано у багатьох дослідженнях різних Мезоамериканських культур, таких як соке і хакальтеки, кіче, кекчі, цельталі.
У 1955 році, Густаво Корреа висловив припущення, що нагвалізм не є доколумбовим, стверджуючи, що він повністю імпортований з Європи, і порівнюючи його із середньовічною вірою у вовкулак. Однак фольклор перевертнів не обмежується ні Європою, ні середньовіччям; перевертні є вже у деяких зразках найдавнішої літератури, наприклад, у східносемітському епосі про Гільгамеша бронзової доби, і в східноазійському Хулі-цзін. Вовкула Лікантропія теж не єдина і не найраніша форма фольклорної теріантропії (перекидання з людини на тварину або навпаки).[джерело?]
Коренем мезоамериканських народних казок про перевертнів часто називають місцеві галюциногени.
Каплан приходить до висновку, що віра в нагвалів як злих відьом-перевертнів характерна і для корінного населення, і для метисів, а віра в духів-двійників — виключно корінна.

## Нагуаль у книгах Карлоса Кастанеди
Термін «нагваль» популяризував у своїх книгах Карлос Кастанеда, хоча він надав йому іншого сенсу, відмінного від оригінального значення у мові науатль.[джерело?]
Нагуаль по Кастанеді - це частина реальності, яка людьми відкинута, ігнорується, не помічається. На жаль, це значить, що аксіомою є неможливість розмовляти про нагуаль. Можна розмовляти про ту частину реальності, що залишилася. Вона називається тональ - другий елемент, який складає пару з нагуалем.
Ідеї тоналя сучасної людини не стикуються з нагуалем. Нагуаль є природним руйнівником сучасного тоналя. Тональ, щоб вберегти себе, приховує нагуаль. Нагуаль залишається непоміченим. Неактивним. В нагуалі не розвивається контрольований фокус уваги. А міг би.
Модифікація ідей тоналя може зменшити небезпеку з боку нагуаля, зробити того гнучкішим, не таким вразливим. В книгах Кастанеди суттєва частина тексту присвячена опису, як модифікується тональ, як потім формується друга увага в нагуалі. Велика роль при цьому приділяється певним людям-нагвалям. В них присутня більша кількість енергії, і які допомагають іншим в трансформації тоналя та тренувальних екскурсіях в нагуаль. Певна внутрішня структура таких людей дозволяє їм бути провідниками нагуаля. Нагуаль діє через них. Тому людина і реальність називаються однаково.